# إندبندنت ريزيرف
إندبندنت ريزيرف، أو (بالعربية: الاحتياطي المستقل)، أو (بالإنجليزية: Independent Reserve)‏، هي بورصة عملات رقمية تأسست في عام 2013 مقرها أستراليا. وهي عبارة عن تبادل لدفاتر الطلبات، ومكتب OTC.

## تاريخها
تأسست شركة إندبندنت ريزيرف في يونيو عام 2013 على يد أدريان برزيلوزني وآدم تيبر.[بحاجة لمصدر] حيث بدأت العمل في أكتوبر 2014. تولى أدريان برزيلوزني منصب الرئيس التنفيذي للشركة في فبراير 2015  بعد وفاة آدم في حادث دراجة نارية. وفي عام 2018، استثمر مايك تيلي جنبًا إلى جنب مع شركة KTM Ventures في شركة إندبندنت ريزيرف مقابل 25 بالمائة من الشركة.
أُطلِق مكتب OTC في مارس 2018. كانت شركة إندبندنت ريزيرف أول بورصة للأصول الرقمية الأسترالية تقدم التأمين على أصول العملات المشفرة في فبراير 2019. في يناير 2020، أعلنت شركة إندبندنت ريزيرف عن توسعها في سنغافورة، مستشهدة بالشروط التنظيمية. في أغسطس 2021، حصلت المنصة على موافقة من سلطة النقد في سنغافورة تسمح لها بتقديم خدمات رمزية للدفع الرقمي.
في ديسمبر 2021، دخلت شركة إندبندنت ريزيرف في شراكة مع فريق سيدني سوانز، ووقعت اتفاقًا لمدة عام واحد باسم "بورصة العملات المشفرة الرسمية لفريق سيدني سوانز".
استحوذت شركة إندبندنت ريزيرف في مارس 2023 على العلامة التجارية لتبادل العملات المشفرة Bitcoin.com.au في صفقة قيمتها 3 ملايين دولار. في أغسطس 2023، وقعت شركة إندبندنت ريزيرف شراكة مع شركة باي بال لتمكين المستخدمين من إرسال الدولارات الأسترالية باستخدام بطاقة الائتمان أو حساب باي بال الخاص بهم.

## روابط خارجية
- خيارات الإصلاح لتنظيم الأصول الرقمية (برلمان أستراليا)